# Kad Merad
Kad Merad (născut pe data de 27 martie 1964, la Sidi Bel Abbes, din Algeria), pe numele său real Kaddour Merad, este un actor, umorist și scenarist franco-algerian.